# Lewis Clive
Lewis Clive (ur. 8 września 1910 w Tooting, zm. 28 lipca 1938 w okolicach Gandesy) – brytyjski wioślarz, złoty medalista olimpijski.
Kształcił się w Eton College i Christ Church Uniwersytetu Oksfordzkiego. Dwukrotnie brał udział w The Boat Race, w latach 1930 i 1931 ponosił porażki.
Wystąpił na igrzyskach olimpijskich w Los Angeles w 1932. W dwójce bez sternika, wspólnie z Hugh Edwardsem zdobył złoty medal. W wyścigu finałowym o 2,4 sekundy wyprzedzili osadę Nowej Zelandii i o 8,2 sekundy reprezentację Polski. Był to jego jedyny start olimpijski.
Od 1932 służył w stopniu podporucznika w Grenadier Guards, pułku British Army. W lipcu 1937, jako porucznik, odszedł ze służby.
W 1938 roku wstąpił do Brygad Międzynarodowych; zginął w trakcie hiszpańskiej wojnie domowej, walcząc po stronie republikańskiej.